# Halopanivirales
Halopanivirales ist eine Ordnung doppelsträngiger DNA-Viren, die thermophile Bakterien und halophile Archaeen infizieren.
Sie enthielt zunächst nur die 2015 vom Internationalen Komitee für Taxonomie von Viren (englisch International Committee on Taxonomy of Viruses, ICTV) offiziell anerkannte Familie Sphaerolipoviridae. 2021 wurden diese Familie gesplittet, indem zwei Gattungen in eigene Familien innerhalb der Ordnung Halopanivirales gestellt wurden.
Die  Virusteilchen (Virionen) der Viren dieser Ordnung sind ikosaedrisch, mit einem schwanzlosen Kapsid und einer internen Lipidmembran zwischen dem Kapsid aus Protein und dem doppelsträngigen DNA-Genom.
Die Gesamtorganisation der Virionen der Halopanivirales ähnelt der von Viren der Familien Tectiviridae, Corticoviridae und Turriviridae (alle im Realm Varidnaviria).

## Wirte
Die Mitglieder der Familien Sphaerolipoviridae (Gattung Alphasphaerolipovirus) und Simuloviridae (Gattung Yingchengvirus, alt Betasphaerolipovirus) infizieren halophile Archaeen,
während die der Familie Matsushitaviridae  (Gattung Hukuchivirus, alt Gammasphaerolipovirus) 
sich in thermophilen Bakterien replizieren.

## Systematik
Die Familie Sphaerolipoviridae war zunächst die einzige Familie im Reich Helvetiavirae (monotypisch) im Realm Varidnaviria. Der Realm Varidnaviria umfasst per Definition Viren mit einem vertikal gefalteten Jelly-Roll-Kapsidprotein, das Reich Helvetiavirae umfasst speziell Viren mit vertikal gefaltetem Single-Domain Jelly-Roll-Protein.
Mit der Master Species List (MSL) #36 hat das ICTV in zwei weitere Familien, Matsushitaviridae  und Simuloviridae bestätigt, um die verschobenen ehemaligen Gattungen aufzunehmen:
Das ICTV hat 2021 die Gattung Gammasphaerolipovirus innerhalb der Ordnung Halopanivirales (unter neuem Namen Hukuchivirus) in die neu gebildete Schwesterfamilie Matsushitaviridae  verschoben; und auch die Gattung Betasphaerolipovirus (als Yingchengvirus) in die neu gebildete Schwesterfamilie Simuloviridae gestellt.
In der Familie Sphaerolipoviridae verbleibt damit nur noch eine vom ICTV bestätigte Gattung.
Systematik mit Stand Mai 2024:
Ordnung Halopanivirales
- Familie Matsushitaviridae 

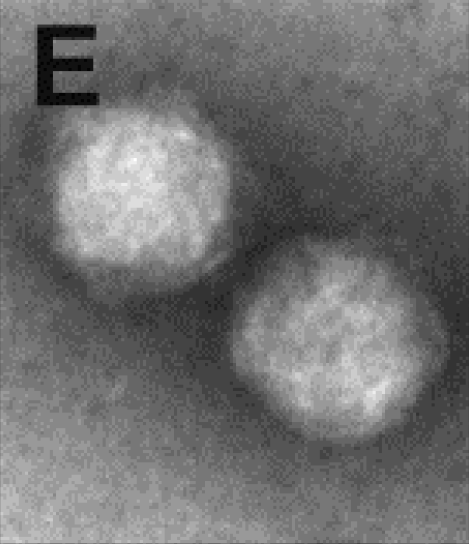
TME-Aufnahme zweier Virionen von HCIV-1 (Spezies Alphasphaerolipovirus HCIV1)

  - Gattung Hukuchivirus (früher Gammasphaerolipovirus)
    - Spezies Hukuchivirus IN93 (früher Thermus aquaticus virus IN93, ehem. Typusspezies) mit 
      - Thermus phage IN93; Wirt Thermus aquaticus

    - Spezies Hukuchivirus P2377 (früher Hukuchivirus P23-77) mit 
      - Thermus thermophilus virus P23-77 alias Thermus phage P23-77; Wirt Thermus thermophilus

    - Spezies „Thermus thermophilus virus P23-65H“[4] (ICTV-unbestätigt)
    - Spezies „Thermus thermophilus virus P23-72“[4] (ICTV-unbestätigt)

- Familie Simuloviridae
  - Gattung Yingchengvirus (früher Betasphaerolipovirus)
    - Spezies Yingchengvirus boliviaense (früher Yingchengvirus NVIV1) mit
      - Natrinema versiforme icosahedral virus 1 (NVIV1)

    - Spezies Yingchengvirus koreaense (früher Yingchengvirus HJIV1) mit
      - Haloterrigena jeotgali icosahedral virus 1 (HJIV1)

    - Spezies Yingchengvirus sinense (früher Yingchengvirus SNJ1, ehem. Typusspezies) mit
      - Saline Natrinema sp. J7‐1 virus 1 alias Natrinema virus SNJ1 (SNJ1)

- Familie Sphaerolipoviridae
  - Gattung Alphasphaerolipovirus (früher Halosphaerovirus)[8]
    - Spezies Alphasphaerolipovirus helsinkii (früher Alphasphaerolipovirus HCIV1) mit
      - Haloarcula hispanica icosahedral virus 2 (HhI-2) alias  Haloarcula californiae icosahedral virus 1; Wirt: Haloarcula hispanica

    - Spezies Alphasphaerolipovirus pinkense (früher Alphasphaerolipovirus PH1) mit
      - Haloarcula hispanica PH1 virus (HhPH1V) alias Haloarcula hispanica PH1 virus

    - Spezies Alphasphaerolipovirus serpentinense (früher Alphasphaerolipovirus SH1, ehem. Typusspezies) mit
      - Haloarcula hispanica SH1 virus (HhSH1V) alias Haloarcula hispanica SH1 virus

    - Spezies Alphasphaerolipovirus viikkii (früher Alphasphaerolipovirus HHIV2) mit
      - Haloarcula californiae icosahedral virus 1 (HcIV1) alias Haloarcula californiae icosahedral virus 1; Wirt: Haloarcula californiae

Zum Reich Helvetiavirae gehört möglicherweise auch die Familie Portogloboviridae (derzeit noch ohne bestätigte Zuordnung zu einem Realm oder Reich). Die Viren dieser Familie scheinen jedoch mit denen der Sphaerolipoviridae aufgrund gemeinsamer primitiver Merkmale eng verwandt zu sein.

## SNJ1
Das temperente Haloarchaeen-Virus SNJ1 zeigt lytische und lysogene Replikationszyklen.
Während des lysogenen Zyklus befindet sich das Virus in seinem Wirt Natrinema sp. J7-1 in Form eines extrachromosomalen zirkulären Plasmids. Vermöge Mitomycin C-induzierter Morphogenese (Virus-Assemblierung) können große Mengen an SNJ1-Virionen produziert werden.
Das SNJ1-Genom repliziert über einen Rolling-Circle-Mechanismus und wird durch das viruskodierte RepA-Protein initiiert. Dieses ist homolog zu
- den Replikationsinitiationsproteinen von archaealen Plasmiden und
- den bakteriellen Transposasen der Insertionssequenzen der IS91-Familie.

Das Virus wird dann durch Lyse der infizierten Zellen freigesetzt.